# أدهم الإدريسي
أدهم الإدريسي (بالهولندية: Adham El Idrissi)‏ (17 مارس 1997 بأمستردام في هولندا - ) هو لاعب كرة قدم مغربي وهولندي في مركز forward ‏. لعب مع أياكس أمستردام.

## روابط خارجية
- أدهم الإدريسي على موقع قاعدة بيانات كرة القدم.إي يو (الإنجليزية)
- أدهم الإدريسي على موقع Soccerway.com (الإنجليزية)